# 22 décembre 2013
Le dimanche 22 décembre 2013 est le 356e jour de l'année 2013.

## Décès
- Gaston Regairaz (né le 23 avril 1930), architecte français
- Hans Hækkerup (né le 3 décembre 1945), homme politique danois
- Leonard Jackson (né le 7 février 1928), acteur américain
- Oscar Peer (né le 23 avril 1928), romancier, dramaturge et philologiste suisse
- Pran Chopra (né en janvier 1921), journaliste, analyste politique et écrivain indien
- Walther H. Lechler (né le 24 juillet 1923), neuropsychiatre et psychothérapeute allemand

## Événements
- Début de la tempête Dirk en Europe qui fera 6 morts.